# Institut for Kommunikation og Humanistisk videnskab
Institut for Kommunikation og Humanistisk videnskab (IKH) er et af fire institutter på Roskilde Universitet. På instituttet findes fagene:
- Dansk
- Filosofi og videnskabsteori
- Historie
- Journalistik
- Kommunikation
- Kultur- og sprogmødestudier
- Performance design

Desuden har Institut for Kommunikation og Humanistisk videnskab (IKH) det overordnede ansvar for Humanistisk Bacheloruddannelse (HumBach).